# Malcolm Poole
Malcolm Philip Poole (* 6. November 1949) ist ein ehemaliger australischer Hockeyspieler, der mit der australischen Hockeynationalmannschaft 1976 Olympiazweiter war.

## Karriere
Der 1,80 m große Malcolm Poole aus Westaustralien spielte im Mittelfeld.
Bei den Olympischen Spielen 1976 in Montreal belegten die Australier in ihrer Vorrundengruppe den zweiten Platz hinter den Niederländern. Mit einem 2:1-Halbfinalsieg über die pakistanische Mannschaft erreichten die Australier das Finale, dort unterlagen sie der neuseeländischen Mannschaft mit 0:1. Malcolm Poole wurde in allen acht Spielen eingesetzt. 